# ジェームズ・ギャビン
ジェームズ・モーリス・ギャビン（James Maurice Gavin、 1907年3月22日 - 1990年2月23日）はアメリカ陸軍の軍人。最終階級は中将。第二次世界大戦において将官に昇進し、第82空挺師団長に就任した後も常に第一線の兵士達とともに空挺作戦でパラシュート降下を行ったため、「ジャンピン・ジム」、「ジャンピング・ジェネラル」と呼ばれた。
また、伝統的に士官が所持する拳銃を持たず、一般兵士と同じM1ガーランドライフルを装備するのを好むことが内部で広く知られていた。

## 生涯

### 幼少期
ギャビンは、1907年3月22日にニューヨークのブルックリンでライアン夫妻の子として生まれた。この時、親が役所に届け出た名前は、ジェームズ・ナリー・ライアンであった。
2歳の頃、ブルックリンの慈悲孤児院の女子修道会に預けられ、1909年にギャビン夫妻に引き取られるまでここで過ごした。ギャビンの養父はよく働く炭鉱夫であったが、家計は苦しく、養父が家族を養うのを手伝うため、12歳で学校を辞めて働き始めた。
養父母がギャビンに炭鉱夫になることを望んでいることを知ったギャビンは、限られた機会しかない将来に見切りをつけ、1924年3月の17歳の誕生日に家を飛び出して夜行列車でニューヨークへ行き、仕事を探し始めた。この時、ギャビンは行方不明者として警察に通報されないよう、家に電報を送っている。

### アメリカ陸軍士官への道
1924年3月の終わりにアメリカ陸軍の徴募官と話をしたギャビンは、アメリカ陸軍へ入隊することを決意した。しかし、18歳に満たない志願者は親の同意書が必要であり、養父母が決して承諾しないであろうことを見越していたギャビンは徴募官に孤児であると告げ、他の孤児2人とともにその徴募官が後見人になることでアメリカ陸軍に一兵卒として入隊することができた。
1924年4月1日、ギャビンは宣誓式を終え、フォートシャーマンの砲兵隊で基礎訓練が行なわれ、155ミリ砲の要員を務めた後、パナマに配属された。パナマは快適には程遠い勤務地であったが、良い上官に恵まれている。
パナマ勤務の頃のギャビンは、空いた時間を図書館において本を読んで過ごしていた。この時ギャビンは、家族を養うためとはいえ、12歳で学校を辞めたことによる教育の欠如を痛烈に感じていた。また、ギャビンは自身の好奇心を満たすために勤務地の近くで小旅行を行うこともあり、この姿を見た上官のウィリアムズ曹長は、その可能性を見込んでギャビンを副官にした。ギャビンは入隊から6か月後には伍長に昇進した。
その後、ギャビンは上官のウィリアムズ曹長の助言もあって、陸軍士官学校に入学することを決意し、健康診断に合格、基礎教育が不足していたギャビンは1924年9月1日から近所の学校で準備のための教育を受け、さらに上官であったバーシ・ブラック中尉に家庭教師を依頼し、代数学、幾何学、英語及び歴史について学んだ。そして予備試験に合格し、受験資格を得た。
1925年の夏、ギャビンは陸軍士官学校に合格した。この時、ギャビンは18歳であり、経験年数の不足を隠すため、願書に21歳と書いた。
ウェストポイントでのギャビンは、講義を理解できるだけの基礎教育を受けていなかったことから、毎朝4時30分に起床してバスルーム等で教本を読む等の努力をしていた。このような困難にもかかわらず、ギャビンは4年間にわたる士官の教育課程を終え、1929年にウェストポイントを卒業し、少尉に任官した。
また、少尉に任官した直後の1929年9月5日にイルマという女性と結婚した。

### 第二次世界大戦

#### ハスキー作戦
1943年7月10日から実施されたハスキー作戦では、攻撃の先鋒となる夜間の空挺降下に第505落下傘歩兵連隊長として参加し、軽歩兵である配下の空挺部隊をもって連合軍の上陸地点へ攻め寄せようとしたヘルマン・ゲーリング師団の進撃を上陸部隊との合流まで食い止めるなどの激戦を経験している。

#### ノルマンディー上陸作戦
1944年6月6日に実施されたノルマンディー上陸作戦では、攻撃の先鋒となる夜間の空挺降下に第82空挺師団副師団長として参加し、配下の部隊が夜闇の混乱の中で机上演習からの帰りの途中にあったドイツ軍の第91空輸歩兵師団長のヴィルヘルム・ファレイ少将と遭遇し、これを殺害、早朝にはサント＝メール＝エグリーズの街を解放した。

#### マーケット・ガーデン作戦
マーケット・ガーデン作戦の実施直前にマシュー・リッジウェイの後任として第82空挺師団長に就任、1944年9月17日から実施された同作戦では、師団を率いてナイメーヘン地区にパラシュート降下した。

### 第二次世界大戦後
第二次世界大戦後のギャビンは、1948年7月にジーンという女性と再婚した。
次代の戦争の中心としてミサイルに注目し、これが容れられずに1958年3月に中将でアメリカ陸軍を退役した。8月、ミサイル防衛のための海外基地展開を説く『宇宙時代における戦争と平和』を出版した。
退役直後、ギャビンは工業に関する研究及びそのコンサルタント業務を行っていた「Arthur D. Little, Inc.」という会社に再就職し、1958年に副社長に、1960年には社長に選出され、1977年までこの職を務め、この会社を年商1000万ドルの国内企業から年商7000万ドルの国際企業に発展させた。
また、1961年にケネディ大統領からフランスとの外交関係の修復のため、在フランスアメリカ合衆国大使として勤務するよう依頼され、社長業を休職して1961年から1962年において在フランスアメリカ合衆国大使を務めた。
1990年2月23日にメリーランド州のボルチモアで死去した。

## 映画
次の映画で軍人時代のギャビンが描かれている。また、両方の映画でギャビン自身がアドバイザーを務めている。
| 公開年 | 邦題 原題                      | 当時のギャビンの役職 | 役者                                 | 備考                                                       |
| ------ | ------------------------------ | -------------------- | ------------------------------------ | ---------------------------------------------------------- |
| 1962   | 史上最大の作戦 The Longest Day | 第82空挺師団副師団長 | ロバート・ライアン(映画制作当時53歳) | 映画の舞台となった作戦当時(1944年)のギャビンは37歳だった。 |
| 1977   | 遠すぎた橋 A Bridge Too Far    | 第82空挺師団長       | ライアン・オニール(映画制作当時36歳) | 映画の舞台となった作戦当時(1944年)のギャビンは37歳だった。 |

## こぼれ話
- パナマ勤務時代の上官であったウィリアムズ曹長がネイティブ・アメリカンで、ギャビンにウェストポイントへ進学することを助言し、手助け役になる士官の手配をする等、自身が将官に登りつめるきっかけを作ってくれたことに恩義を感じていたせいか、アメリカ陸軍内部においては徹底した反人種差別主義者であった。
- マーケット・ガーデン作戦の時点で第82空挺師団長を務めていたが、この時、ギャビンは37歳であり、異例の抜擢であった。他の師団長と比較してあまりにも若く、加えて、M1ガーランドライフルを好んで装備する等、階級章を除いて一般兵士とほとんど変わらない服装、装備をしていたため、終戦に近づいてドイツ軍高級将校の捕虜が続出するようになると、取り調べの立ちあいにおいて、相手に将官の師団長だと信じてもらえなかったことがあったらしい。
- 駐フランス大使としての勤務時代、ギャビンはフランスの復興のために手を尽くしたことから、フランス政府からは厚遇を受けた。